# 山口農政事務所
山口地域センターは、農林水産省の地方支分部局である中国四国農政局（岡山市）の出先機関。

## 組織
- 山口地域センター（山口市惣太夫町）
  - 柳井支所（柳井市南町）

## 管内事務所
- 豊北農地整備事業所（下関市豊北町大字滝部）
  - 豊北農地整備事業所